# 70 років Київському національному торговельно-економічному університету (срібна монета)
«70 ро́ків Ки́ївському націона́льному торгове́льно-економі́чному університе́ту» — ювілейна монета номіналом 5 гривень зі срібла, випущена Національним банком України. Присвячена вищому навчальному закладу, слоганом якого є вираз: «Працюємо для нинішнього та майбутнього поколінь».
Монету введено в обіг 30 вересня 2016 року. Вона належить до серії «Вищі навчальні заклади України».

## Опис монети та характеристики
| Номінал грн. | Метал            | Маса, г       | Діаметр, мм | Якість виготовлення | Гурт                           | Тираж, штук |
| ------------ | ---------------- | ------------- | ----------- | ------------------- | ------------------------------ | ----------- |
| 5            | срібло 925 проби | 15,55 / 16,81 | 33,0        | пруф                | гладкий із заглибленим написом | 2 000       |

### Аверс
На аверсі монети розміщено: угорі малий Державний Герб України та напис півколом «УКРАЇНА»; у центрі на дзеркальному тлі — великий герб Київського національного торговельно-економічного університету, на стрічці якого — девіз латиною: «SCIENTIA DIFFICILIS SED FRUCTUOSA» («Наука важка, але плідна»), праворуч рік карбування — «2016»; унизу номінал — «П'ЯТЬ ГРИВЕНЬ».

### Реверс
На реверсі монети зображено будівлю університету та розміщено написи: «70 РОКІВ» (під будівлею) «КИЇВСЬКИЙ НАЦІОНАЛЬНИЙ» (півколом угорі) «ТОРГОВЕЛЬНО-ЕКОНОМІЧНИЙ УНІВЕРСИТЕТ» (унизу).

## Автори

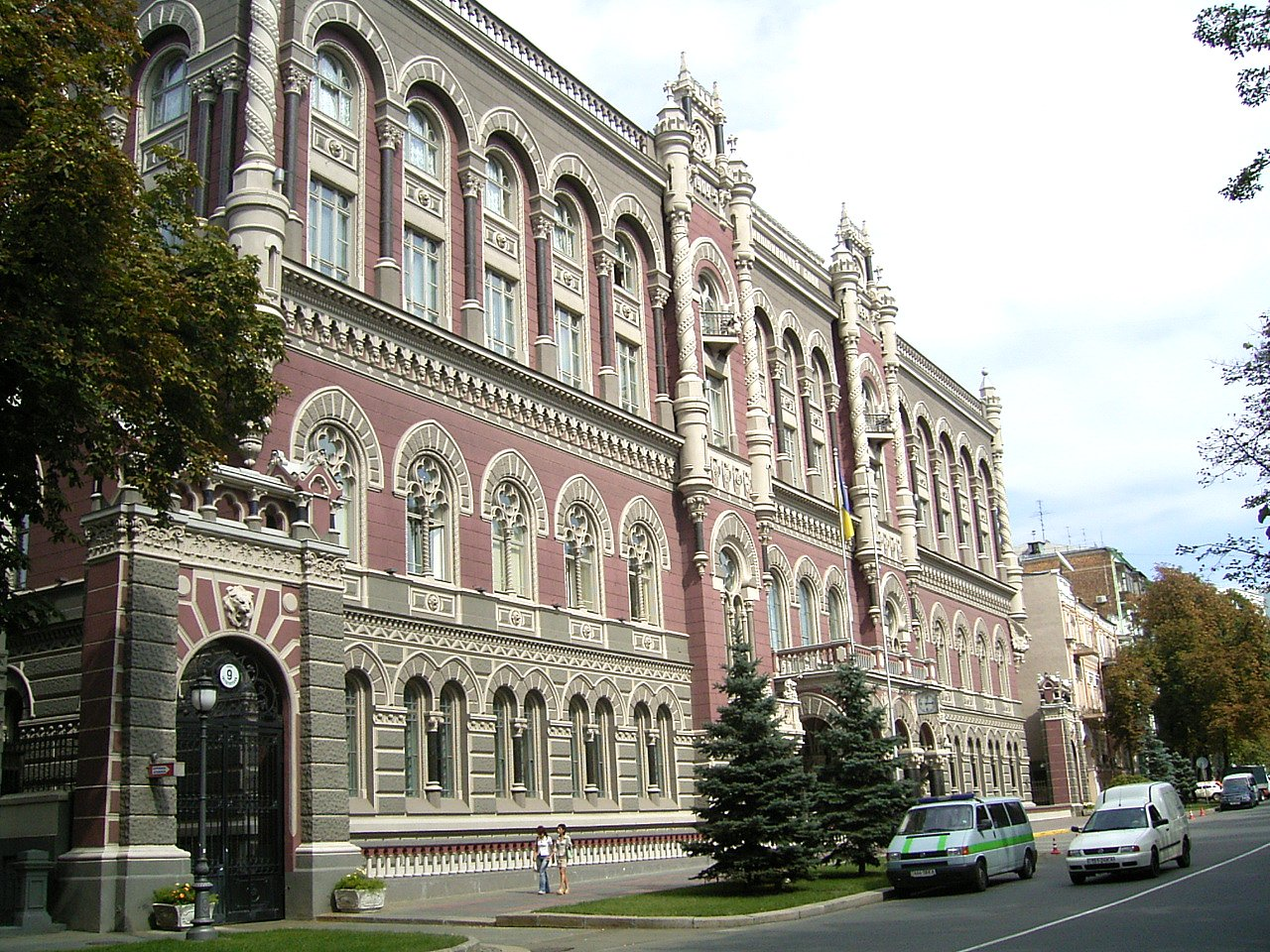
Будівля Національного банку України

- Художник — Атаманчук Володимир.
- Скульптори: Атаманчук Володимир, Іваненко Святослав.

## Вартість монети
Під час введення монети в обіг у 2016 році, Національний банк України реалізовував монету через свої філії за ціною 532 гривні.
Фактична приблизна вартість монети, з роками змінювалася так:
| Рік        | 2017 | 2018 | 2019 | 2020 | 2021  | 2022  | 2023  | 2024  | 2025  |
| ---------- | ---- | ---- | ---- | ---- | ----- | ----- | ----- | ----- | ----- |
| Ціна, грн. | 600  | 720  | 900  | 880  | 1 000 | 1 130 | 1 130 | 2 300 | 2 300 |